# Louise Carton
Louise Carton (* 26. April 1994 in Ostende) ist eine belgische Leichtathletin, die im Mittel- und Langstreckenlauf antritt.

## Sportliche Laufbahn
Carton startete ihre Karriere im Crosslauf und wurde 2015 Europameisterin in der U23-Altersklasse. Ab 2015 konzentrierte sie sich aber auch mehr und mehr auf die Stadionläufe und gewann bei den Leichtathletik-U23-Europameisterschaften 2015 in der estnischen Hauptstadt Tallinn die Silbermedaille.
Mit einer neuen persönlichen Bestleistung in der Nacht van de Atletiek in Heusden-Zolder konnte sich Carton für die Europameisterschaften in Amsterdam qualifizieren, bei denen sie Rang sieben belegte. Sie qualifizierte sich auch für die Olympischen Spiele in Rio de Janeiro, dort scheiterte sie jedoch an einem Halbfinaleinzug und schied bereits in der Vorrunde aus.
Für ihre sportlichen Leistungen wurde sie 2015 mit dem Golden Spike Award als Nachwuchshoffnung ausgezeichnet.

## Bestleistungen

### Freiluft
- 1500 Meter: 4:10,98 min, am 1. August 2015 in Ninove
- 3000 Meter: 8:58,25 min, am 29. Juni 2016 in Ninove
- 5000 Meter: 15:23,82 min, am 18. Juli 2015 in Heusden-Zolder